# Darvaz
Il Darvoz (scritto anche Darwaz, Darvaz o Darwoz; in persiano ناحیۀ دَرواز) è un territorio dell'Asia Centrale, amministrativamente diviso in due regioni (a nord e a sud del fiume Oxus).
La parte settentrionale è attualmente il distretto omonimo, nella regione autonoma di Gorno-Badakhshan in Tagikistan. La parte meridionale è invece il distretto di Darvaz, nella provincia afghana del Badakhshan.

## Storia
Il Darvoz è stato un emirato indipendente fino al XIX secolo, con capitale Kalai-Khumb; venne in seguito conquistato nel 1878 dall'Emirato del Bukhara. Nel 1895 il territorio a sud del fiume Oxus venne ceduta all'Afghanistan, in seguito a trattati di confine.
Le due parti del territorio sono collegate dal Ponte dell'amicizia Tagiko-Afghano (lungo 135 metri), inaugurato il 6 luglio 2004.